# رافیک وارطانیان
رافیک گویدونی وارطانیان (ارمنی: Ռաֆիկ Գվիդոնի Վարդանյան؛ زادهٔ ۲۷ سپتامبر ۱۹۴۶) یک  سیاستمدار اهل ارمنستان است که از تاریخ ۱۹۹۰ تا تاریخ ۱۹۹۵ سمت نمایندگی دوره اول شورای عالی جمهوری ارمنستان را برعهده داشت.

## زندگی‌نامه
در 	۲۷ سپتامبر ۱۹۴۶ در ارمنستان به دنیا آمد و از دانشگاه دولتی ایروان فارغ‌التحصیل شد. 